# 3456 Etiennemarey
3456 Etiennemarey (1985 RS2) là một tiểu hành tinh vành đai chính được phát hiện ngày 5 tháng 9 năm 1985 bởi H. Debehogne ở Đài thiên văn Nam Âu.